# Buariki (ö)
Buariki är en ö i Kiribati.   Den ligger i örådet Aranuka och ögruppen Gilbertöarna, i den sydöstra delen av landet, 150 km sydost om huvudstaden Tarawa. Arean är 7,5 kvadratkilometer.
Terrängen på Buariki är mycket platt. Öns högsta punkt är 19 meter över havet. Den sträcker sig 9,6 kilometer i nord-sydlig riktning, och 3,9 kilometer i öst-västlig riktning.
Följande samhällen finns på Buariki:
- Buariki Village
- Baurua Village